# Недялка Симеонова
Недялка Димитрова Симеонова е българска цигуларка, станала световноизвестна през 20-те години на 20 век. През кариерата си изнася концерти в целия свят. Тя е първата българка с концерт в Карнеги Хол.
Учи при Густав Хавеман в Германия, а след това при Леополд Ауер. Свири на италианска цигулка „Галиано“ подарена ѝ от български филантроп. През 1946 г. е назначена за редовен преподавател в Музикалната академия в София, а две години по-късно е професор. През 1950 г. получава званието „Заслужила артистка“ на България.
Има четирима съпрузи, първият от които е индиецът Ел Адарос, с когото се запознава в Чикаго. Нейният син Димитър Симеонов се ражда от втория ѝ брак с пианиста Георги Хайдутов.
Симеонова умира от рак през 1959 г. От 1971 г. в нейния роден град Хасково се провеждат ежегодни празници Музикални дни „Недялка Симеонова“.
През 1996 година е издадена книга за живота на Недялка Симеонова – „Изстрадани звуци“ с автор Живка Шамлиева.
- Паметна плоча на Недялка Симеонова на фасадата на дома ѝ
- Домът на ул. „Генерал Паренсов“ 20, София